# Piper PA-34 Seneca
Piper PA-34 Seneca je ameriško šest sedežno visoko zmogljivo nizkokrilno batno dvomotorno športno - poslovno letalo ameriškega proizvajalca Piper Aircraft, certificirano po FAR-23 (za ZDA) oz. EASA CS-23 (za EU) za VFR, IFR, NVFR, nočni IFR in tudi za icing razmere, če je primerno opremljeno in vsa oprema deluje. Križari preko 170 vozlov na višini 10 000 ft. Uporablja se za športno letenje, poslovne prevoze in šolanje poklicnih pilotov. Letalo odlikujejo dobre vzletno pristajalne zmogljivosti in je zato primerno tudi za letenje iz krajših vzletno pristajalnih stez. Z več kot 5000 zgrajenimi je najbolj popularno dvomotorno športno batno letalo. Letalo ima uvlačljivo pristajalno podvozje tipa tricikel.  
Letalo ima porabo goriva okoli 30 gal/h (115 L/h) in tipično potovalno hitrost 177 vozlov. 
Seneca je bila razvita kot dvomotorna verzija letala Piper Cherokee Six.  

### PA-34-180 Twin Six
Zanimiva je, da je imel prvi prototip PA-32-3M tri motorje. Dvomotorni prototip PA-34-180 Twin Six je prvič poletel 25. aprila 1967. Imel je dva 180 konjska motorja Lycoming O-360 in vertikalni rep od Cherokee Six.

### PA-34-200 Seneca I
Seneca I je bila certificirana 7. maja 1971. Poganjata jo dva motorja Lycoming IO-360-C1E6, ki se vrtita v nasprotnih smereh, tako da ni kritičnega motorja. Ta način olajša krmiljenje v primeri odpovedi enega motorja.
Prvi modeli so imeli gros težo 4.000 lb (1.810 kg), kasneje so povečali na 4.200 lb (1.910 kg).

### PA-34-200T Seneca II
Seneca II je bila certificirana 18. julija 1974. Ima spremenjene kontrole površine. Oznaka "T" pomeni uporabo turbopolnilnika za večje sposobnosti. Motorja se vrtita v nasprotnih smereh. Seneca II ima opcijo "Club" konfiguracije sedežev, kjer potniki sedijo en proti drugemo (kot na vlak). Skupaj so zgradili 2588 Senec II.
Gros teža pri vzletu je 4.570 lb (2.070 kg) in 4.342 lb (1.969 kg) pri pristanku.

### PA-34-220T Seneca III
PA-34-220T Seneco III so predstavili leta 1981. Ima močnejše 220 konjske motorje Continental TSIO-360-KB. Sicer se 220 KM lahko uporablja največ pet minut. Novi motorji imajo tudi višje obrate 2800 rpm (prej 2575 rpm). Zgradili so 930 Senec III.
Gros teža pri vzletu 4.750 lb (2.155 kg) in 4.513 lb (2.047 kg) pri pristanku.

### PA-34-220T Seneca IV
PA-34-220T Seneca IV je bila prestavljena leta 1994. Ima kontrarotirajoče motorje Continental TSIO-360-KB in enake gros teže. Malce so spremenili ohišje motorja za večjo hitrost, ima okrogle odprtine vstopnikov za hladilni zrak motorjev. Zgradili so 71 Senec IV.

### PA-34-220T Seneca V
PA-34-220T Seneca V je bila certificirana 11. decembra 1996. Uporablja motorje Continental TSIO-360-RB z vmesnim hladilnikom (intercoolerjem). Malce so spremenili aerodinamiko in kokpit. Gros teže so ostale enake kot pri III in IV.

### Embraer EMB-810 Seneca
EMB-810 so gradili licenčni v Braziliji pri Embraerju. PA-34-200T so gradili kot EMB-810C Seneca (452 zgrajenih), PA-34-220T pa kot EMB-810D (228 zgrajenih).

## Tehnične specifikacije (PA-34-220T Seneca V)
Podatki iz Piper Seneca V Information Manual (October 25, 2005)
Splošne karakteristike
- Posadka: 1 ali 2
- Število sedežev: 4 potniki
- Dolžina: 28 ft 7,44 in (8,72 m)
- Razpon kril: 38 ft 10,87 in (11,86 m)
- Višina: 9 ft 10,8 in (3,02 m)
- Širina kabine: 49 in (1,24 m)
- Višina kabine: 42 in (1,07 m)
- Površina kril: 208,7 ft² (19,39 m²)
- Aeroprofil: NACA 652-415
- Teža praznega letala: 3212 lb (1457 kg)
- Naložena teža: 4773 lb (2165 kg)
- Maks. vzletna teža: 4750 lb (2155 kg)
- Pogon letala: 2 ×  zračnohlajeni 6-valjni protibatni motor Continental TSIO-360RB and LTSIO-360RB, 220 KM (164 kW)  vsak

 Zmogljivost 
- Neprekoračljiva hitrost: 204 vozlov (378 km/h, 235 mph)
- Maks. hitrost: 204 vozlov (378 km/h, 235 mph) at 23.000 ft (7.000 m)
- Potovalna hitrost: 188 vozlov (348 km/h, 216 mph) Ekonomično križarjenje na 25.000 ft (7.600 m) s kisikovimi maskami
- Hitrost porušitve vzgona: 61 vozlov (113 km/h, 70 mph) S spuščenim podvozjem in zakrilci
- Doseg: 870 navtičnih milj (1611 km, 1000 mi) Maks. gorivo, ekononimčno križarjenje na 18.000 ft (5.500 m)
- Višina leta: 25000 ft (7620 m)
- Hitrost vzpenjanja: 1550 ft/min (7,87 m/s)
- Obremenitev kril: 21,2 lb/ft² (104 kg/m²)
- Razmerje moč/teža: 0,1 KM/lb (164 W/kg)